# Venezuelská vlajka

Venezuelská národní vlajka
Poměr stran: 2:3

Venezuelská státní vlajka
Poměr stran: 2:3

Vlajka Venezuely je tvořena listem o poměru stran 2:3, se třemi vodorovnými pruhy v barvách: žlutá, modrá a červená. Ve středu modrého pruhu je do oblouku uspořádáno osm bílých pěticípých hvězd. Hvězdy jsou uspořádány tak, že jejich osy jsou kolmé k tečně na pomyslném půlkruhu a svírají navzájem úhel 20°.
Barvy vlajky jsou odvozeny z vlajky Francisca de Mirandy, kreolského důstojníka, francouzského generála a vůdce osvobozeneckého hnutí, z roku 1806. Později byly tyto barvy užívány i konfederací Velké Kolumbie, ke které Venezuela spolu s Kolumbií, Ekvádorem, Panamou a západní částí Guyany patřila.
Hvězdy jsou na vlajce (v měnícím se seskupení) již od roku 1814. Sedm hvězd reprezentuje sedm tehdejších provincií – signatářů vyhlášení venezuelské nezávislosti (Caracas, Cumaná, Barcelona, Barinas, Margarita, Mérida a Trujillo). Osmá hvězda byla na vlajku přidaná při poslední změně vlajky v roce 2006 (za prezidenta Cháveze). Symbolizuje teritorium Esequiba nacházející se v západní části Guyany (více než 70 % jejího území), na západ od řeky Essequibo, na které si Venezuela činí nárok. Některé zdroje z roku 2006 uváděly, že osmá hvězda byla přidána na památku Simóna Bolívara. Takto osmou hvězdu obhajoval prezident Chavez 20. listopadu 2005 při odůvodňování změny v parlamentu.
Žlutá barva symbolizuje nové příležitosti a možnosti pro Ameriku po osvobození. Červená Španělsko, modrá vody Atlantského oceánu mezi oběma zeměmi.
V horním rohu státní vlajky je ve žlutém pruhu v žerďovém rohu venezuelský státní znak, naposledy změněný v roce 2006.

Rozměry venezuelské vlajky
Vlajka venezuelského prezidenta Poměr stran: 1:1
Vlajka venezuelského prezidenta (na moři) Poměr stran: 2:3
Venezuelská lodní vlajka (Naval Jack) Poměr stran: 2:3

## Historie
Území dnešní Venezuely bylo původně osídleno Arawaky a Kariby. Ústí řeky Orinoko objevil 1. srpna 1498, při své třetí výpravě, Kryštof Kolumbus. V roce 1499 pojmenoval Alonso de Hojeda indiánskou vesnici, v zálivu u dnešního města Maracaibo, Venezuela (v překladu Malé Benátky) podle podobnosti staveb s italským městem. Tento název se postupně rozšiřovalo o další území, až na dnešní název jihoamerického státu. Roku 1717 se venezuelské provincie, které v rámci kolonizace vznikly, staly součástí Místokrálovství Nová Granada, v roce 1777 součástí generálního kapitanátu v Caracasu (současném hlavním městě Venezuely) a v roce 1783 byla (v přibližně současných hranicích) založena superintendence Venezuela. Prvními vlajkami, vyvěšovanými na území dnešní Venezuely, tak byly od roku 1785 vlajky španělské.

Španělská vlajka Venezuely (1785–1819) Poměr stran: 2:3

Po Velké francouzské (1789–1799) a haitské revoluci (1791–1804) začalo i ve španělských koloniích sílit osvobozenecké hnutí. V této souvislosti vzniklo několik vlajek, jako symbolů odporu proti španělskému koloniálnímu režimu.
V roce 1797 navrhl Juan Bautista Picornell, ve Španělsku narozený pedagog a přívrženec povstání proti španělskému kolonialismu, vlajku, tvořenou čtyřmi svislými pruhy: žlutým, červeným, bílým a modrým (není obrázek). Pruhy měly trojí význam, symbolizovaly:
- 4 etnické skupiny (indiáni, mulati, běloši a černoši)
- 4 provincie (Caracas, Maracaibo, Cumaná a Guyana)
- 4 revoluční zásady (rovnost, svoboda, majetek a bezpečnost)

José María España a Manuel Gual, vůdci nezdařeného povstání ze 13. července 1797, navrhli vlajku, která měla symbolizovat boj za nezávislost. Tato vlajka měla 2 vodorovné pruhy: bílý a modrý s poměrem šířek asi 4:1. Ve vlající části pak byly čtyři úzké proužky, stejných barev jako v předcházejícím návrhu. V bílém pruhu bylo žluté slunce s lidskou tváří, v modrém čtyři bílé, pěticípé hvězdy. Symbolika byla stejná jako u předcházející vlajky, slunce představovalo svobodu, čtyři prvky také spravedlnost, samosprávu, svornost a jednotu.
V roce 1800 navrhl Francisco de Miranda, kreolský důstojník, francouzský generál a vůdce osvobozeneckého hnutí, vlajku se třemi vodorovnými pruhy: černým, červeným a žlutým. Barvy symbolizovaly černochy, indiány a mulaty.
Miranda je též autorem námořní vlajky, kterou (údajně) vztyčil na svém škuneru Leandro. Vlajka vztyčená v březnu roku 1806 byla tvořena modrým listem s polovinou žlutého, vycházejícího slunce s lidskou tváří v horním, žerďovém rohu a s bílým Měsícem v úplňku (také s lidskou tváří) v dolním cípu. Nad vlajkou byl rudý fábor s nápisem MUERA LA TIRANÍA Y VIVA LA LIBERTAD (česky Ať zhyne tyranie a žije svoboda). Měsíc symbolizoval Španělsko, slunce Ameriku a modrá barva Atlantský oceán mezi nimi. Vlajka na obrázku je mírně odlišná.
12. března 1806 se Miranda neúspěšně pokusil vylodit u La Vela de Coro, v oblasti Ocumare v západní části Venezuely. Přitom vztyčil na palubě své lodi žluto-modro-červenou trikolóru s vodorovnými pruhy. Tato vlajka je považována za první venezuelskou vlajku. 3. srpna se Mirandovi (za pomoci britského guvernéra Trinidadu) podařilo vylodit na venezuelském území a vztyčit ji na věži farního kostela v Santa Ana de Coro (sousední město La Vela de Coro, s kterým dnes tvoří aglomeraci). Tento akt na území superintendence je považován za finální zahájení boje za venezuelskou nezávislost. Symbolika barev je nejasná, podle jednoho zdroje byly barvy odvozeny z barev hamburského pluku, v kterém Miranda bojoval za svého působení v Evropě. Další zdroj uvádí jako inspiraci návrh vlajky España a Guala z roku 1797.

Návrh Josého María España a Manuela Guala (asi 1797) Poměr stran: ~11:16
Návrh Francisca de Mirandy (1800) Poměr stran: ~11:16
Námořní vlajka Francisca de Mirandy (1806) Poměr stran: ~1:2
První venezuelská vlajka (1806) Poměr stran: 2:3

Roku 1808 abdikoval španělský král Karel IV. a o trůn svedli boj Ferdinand VII. (syn Karla IV.) a Josef Bonaparte (Napoleonův bratr). 19. dubna 1810 sesadila městská rada v Caracasu generálního kapitána a předala moc kreolské juntě (podporující formálně Ferdinanda VII.) Junta téhož dne vyhlásila Spojené provincie Venezuely a do konce roku ovládla většinu venezuelského území. 4. května byla schválena pro přívržence nového útvaru červeno-žluto-černá kokarda s iniciály F VII. nebo s portrétem krále nad zkratkou FDO VII. Z kokard byly později odvozeny vlajky (obrázek druhé však není k dispozici).

Vlajka Spojených provincií Venezuely (1810–1811) Poměr stran: 2:3

O úplnou nezávislost se snažila tzv. Vlastenecká společnost, vedená Francisco de Mirandou a Simónem Bolívarem. Pod jejich vlivem vyhlásila 15. dubna 1811 junta v Caracasu Venezuelskou republiku, kterou 5. července oficiálně potvrdil Národní kongres pod názvem Spojené státy venezuelské (1. Venezuelská republika). Při vyhlášení nezávislosti jmenoval kongres komisi pro návrh nové vlajky, ve složení:
- generálporučík Francisco de Miranda
- fregatní kapitán Lido de Clemente
- kapitán ženijních vojsk José Sata y Bussi

Komise navrhla vlajku, která byla okamžitě přijata. Tato vlajka s třemi vodorovnými pruhy: žlutým, modrým a červeným v poměru šířek 2:1:1, doplněná ale o kanton, byla v Caracasu vyvěšena 14. července 1811 při slavnostním vyhlášení nezávislosti. V kantonu byla vyobrazena indiánka s kopím v ruce, sedící na kameni na pobřeží s vycházejícím sluncem. Na špici kopí byla frygická čapka, v horním rohu byla duha s nápisem VENEZUELA LIBRE (Svobodná Venezuela) a u nohou indiánky stuha s nápisem COLOMBIA. Indiánka symbolizovala americkou svobodu, frygická čapka republikánské zřízení, nápisy souvisí s osvobozením od španělské nadvlády a s Kryštofem Kolumbem.
25. července 1812 byla republikánská armáda po ofenzívě španělské poražena a Miranda byl zajat (zemřel roku 1816 ve vězení v Cádizu ve Španělsku). Bolívar odešel do Bogoty,kde přesvědčil představitele Cundinamarky a Konfederace Nové Granady o protišpanělském povstání. 6. srpna 1813 dobyl Caracas a 8. srpna byla ustanovena 2. Venezuelská republika. Symbolem státu se opětovně stala vlajka z roku 1811.
9. září 1814 byl kanton s indiánkou z vlajky odstraněn a místo toho bylo doprostřed žlutého pruhu umístěno vedle sebe sedm modrých, pěticípých hvězd. Ještě v témže roce bylo povstání poraženo a Bolívar byl poslán do vyhnanství. Hvězdy symbolizovaly sedm provincií konfederace (Barcelona, Barinas, Caracas, Cumaná, Margarita, Mérida a Trujillo).
V prosinci 1816 se se svým expedičním sborem uchytil Bolívar v deltě Orinoka, za pomoci Britů rozšířil osvobozené území a 20. listopadu 1918 vyhlásil obnovení nezávislosti. Již 12. května 1817 přijala federální vláda vlajku z roku 1814. 20. listopadu 1917 přidal Bolívar svým dekretem na vlajku osmou hvězdu symbolizující Guyanu.

Návrh venezuelské vlajky (1811) Poměr stran: 2:3
Vlajka Spojených států venezuelských (1811–1812) a Vlajka 2. Venezuelské republiky (1813–1814) Poměr stran: 2:3
Venezuelská vlajka (1814 a 1817), ale se stejně širokými pruhy Poměr stran: 2:3
Venezuelská vlajka (1817), ale opět se stejně širokými pruhy Poměr stran: ~11:16

Bolívarova armáda (používající nejčastěji Mirandovu trikolóru, nazývanou bolívariana) do roku 1819 osvobodila většinu území Místokrálovství Nová Granada. 17. prosince 1819 byla vyhlášena Velká Kolumbie, ústava přijatá 25. prosince určovala vlajku federace jako žluto-modro-červená trikolóra s poměrem pruhů 8:7:6.
6. října 1821 zavedl Generální kongres Velké Kolumbie novou vlajku. Byl to stejný list jako v předchozí vlajce, doplněný o nový státní znak. Dle některých zdrojů byl znak na vlajce v oválném mezikruží, v jehož horní části byl španělský název státu REPÚBLICA DE COLOMBIA a dole malá, černá, pěticípá hvězda.
Po smrti Bolívara a pod vlivem separatistických tendencí se Velká Kolumbie rozpadla a 6. května 1930 vyhlásil José Antonio Páez, vůdce separatistů, nezávislost Venezuelské republiky. Vlajkou se stala opět trikolóra o poměru šířek pruhů 8:7:6 s provizorním znakem uprostřed listu (pod znakem byl původně nápis ESTADO DE VENEZUELA (česky Stát Venezuela), později (není jasné kdy) REPÚBLICA DE VENEZUELA (česky Venezuelská republika) (není obrázek).
20. dubna 1836 byly dekretem č. 1353 zavedeny nové státní symboly. Žluto-modro-červená trikolóra se stejně širokými, vodorovnými pruhy, která byla na válečných lodích, pevnostech, veřejných místech a při reprezentaci v zahraničí doplněna o nový státní znak v žerďovém rohu žlutého pruhu.
V roce 1856 se znak (a tím i vlajka) rozhodnutím prezidenta José Tadea Monagase mírně změnil: zobrazený kůň běžel tryskem a ohlížel se.

Vlajka Velké Kolumbie (1819–1821), ale se stejně širokými pruhy Poměr stran: 2:3
Vlajka Velké Kolumbie (1821–1830) Poměr stran: 2:3
Venezuelská vlajka (1930–před rokem 1836) Poměr stran: 2:3
Venezuelská vlajka (1936–1856) Poměr stran: 2:3
Venezuelská vlajka (1956–1863) Poměr stran: 2:3

Při občanské válce proti unitárnímu uspořádání Venezuely vyhlásili federalisté 20. února Spojené státy venezuelské. 25. února 1859 vyhlásila provizorní vláda sídlící v Coro novou vlajku. Již tradiční trikolóra byla ve žlutém pruhu doplněna o sedm modrých hvězd v řadě. Počet hvězd symbolizoval provincie, které v roce 1811 vytvořily venezuelskou federaci.
Dle jiných pramenů byly hvězdy uspořádány do kruhu v žerďovém rohu (šest hvězd) se sedmou uprostřed tohoto kruhu (není obrázek).
V červnu roku 1859 změnil generál Ezequiel Zamora počet hvězd na 20, uspořádaných do dvou řad.

Vlajka Spojených států venezuelských (1859) Poměr stran: 2:3
Vlajka Spojených států venezuelských (1859–1863) Poměr stran: 2:3

Po občanské válce (při které zůstávala centralistická vláda u symbolů z roku 1836), trvající do roku 1863 se stal prezidentem Juan Crisóstomo Falcón. Ten zavedl 29. července 1863 (dekretem č. 1352) novou vlajku. Do modrého pruhu tradiční trikolóry byl v této variantě přidán kruh šesti hvězd se sedmou uprostřed. Ústava, která vlajku a název Spojené státy venezuelské zavedla/potvrdila, byla schválena až 28. března 1864. Zobrazená vlajka má, oproti zdroji, hvězdy uspořádány odlišně.
Stejná vlajka, ale se státním znakem v žerďovém rohu žlutého pruhu, je označována za vlajku válečnou.
28. března 1905 vydal prezident José Cipriano Castro dekret, kterým se změnila dosud užívaná vlajka tak, že všech sedm hvězd bylo uspořádáno do kruhu a změnil též státní znak.
Dekret zároveň vymezil v článcích 2 a 4 užívání vlajky se státním znakem.
V květnu 1911 navrhl senátor José Gil Fortoul změnu státního znaku, který považoval se svými kolegy za heraldicky nesprávný. Návrh byl přijat, avšak nebyl stanoven zákonem. Není jasné, zda se návrh projevil i na vlajce se znakem (není obrázek).

Vlajka Spojených států venezuelských (1863–1905) Poměr stran: 2:3
Válečná vlajka Spojených států venezuelských (1863–1905) Poměr stran: 2:3
Vlajka Spojených států venezuelských (1905–1930) Poměr stran: 2:3
Válečná vlajka Spojených států venezuelských (1905–1930) Poměr stran: 2:3

15. července 1930 přijal venezuelský Národní kongres první zákon o státních symbolech. Sedm hvězd v modrém pruhu bylo nově uspořádáno do oblouku. Hvězdy opět symbolizovaly provincie, které 5. července 1811 podepsaly prohlášení nezávislosti a v zákoně byla také stanovena i symbolika barev vlajky: žlutá symbolizovala šlechetnost, lásku, sílu, svrchovanost a bohatství Venezuely, modrá oddanost, spravedlnost, vytrvalost a oceán oddělující Venezuelu od Španělska a červená barva představovala čest, odvahu, sílu, velkolepost a krev bojovníků za osvobození Venezuely.
Zákon také stanovil použití vlajky se státním znakem v žerďovém rohu ve žlutém pruhu pro úřední budovy, válečné lodě a vojenské jednotky.
10. února 1954 upravil parlament název státu na Venezuelská republika a zákonem o státních symbolech (Ley de Bandera, Escudo e Himno Nacionales) znak a tím i státní vlajku.
13. června 1984 publikovalo ministerstvo vnitra novou verzi státního znaku, uzákoněna však nebyla.

Vlajka Spojených států venezuelských (1930–1954) Poměr stran: 2:3
Státní vlajka Spojených států venezuelských (1905–1930) Poměr stran: 2:3
Venezuelská státní vlajka (1954–2006) Poměr stran: 2:3

2. února 1999 nastoupil do prezidentského úřadu Hugo Chávez, 15. prosince byl název země změněn na Venezuelská bolívarovská republika a 7. března 2006 schválilo Národní shromáždění zákon č. 423 o státních symbolech. Zákon byl 9. března uveřejněn ve věstníku č. 38.394 a nabyl účinnosti 12. března, v den 200. výročí vztyčení první venezuelské vlajky na lodi generála Mirandy.

## Den vlajky
Do roku 2006 se slavil den vlajky ve Venezuele 12. března, v den vztyčení první venezuelské vlaky Franciscem de Mirandou na palubě své lodi. Poté byl tento svátek změněn na  3. srpna, v den vztyčení vlajky na venezuelském území, na věži farního kostela v Santa Ana de Coro.

## Vlajky venezuelských států

Státy Venezuely (včetně území Guayany Esequiba nárokovaného po Guyaně)

Venezuela je federativní republika, skládající se z distriktu hlavního města, federálních dependencí (12 ostrovů a ostrovních skupin pod federální správou) a 23 států.

Caracas (Distrito Capital) Poměr stran: 5:8
Federální dependence Poměr stran: 2:3
Amazonas Poměr stran: 2:3
Anzoátegui Poměr stran: 2:3
Apure Poměr stran: 2:3
Aragua Poměr stran: 2:3
Barinas Poměr stran: 2:3
Bolívar Poměr stran: 2:3
Carabobo Poměr stran: 2:3
Cojedes Poměr stran: 2:3
Delta Amacuro Poměr stran: 2:3
Falcón Poměr stran: 2:3
Guárico Poměr stran: 2:3
La Guaira (do roku 2019 Vargas) Poměr stran: 2:3
Lara Poměr stran: 2:3
Mérida Poměr stran: 2:3
Miranda Poměr stran: 2:3
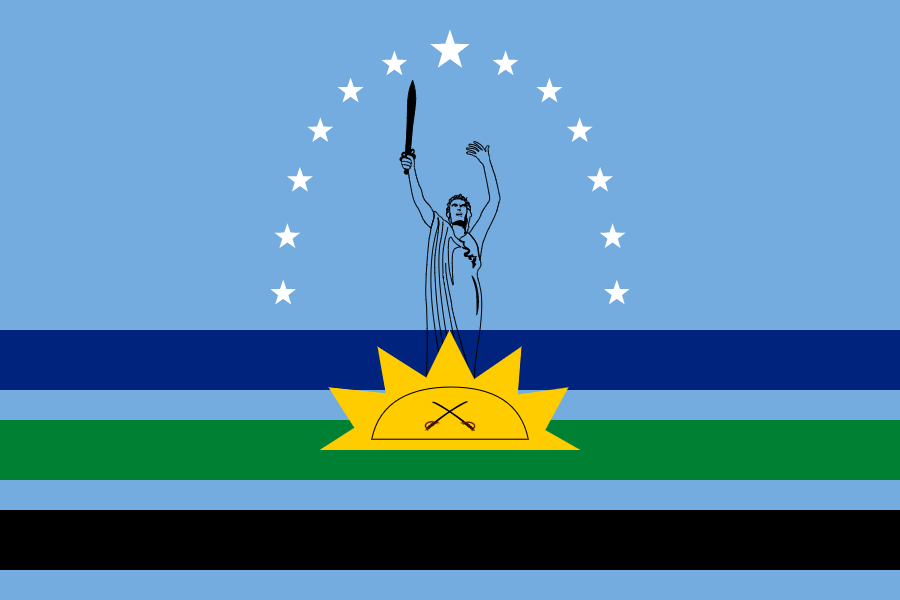
Monagas Poměr stran: 2:3
Nueva Esparta Poměr stran: 2:3
Portuguesa Poměr stran: 2:3
Sucre Poměr stran: 2:3
Táchira Poměr stran: 2:3
Trujillo Poměr stran: 2:3
Yaracuy Poměr stran: 2:3
Zulia Poměr stran: 2:3